# Confucius
Confucius  (лат.) — род цикадок (Cicadellidae) из подсемейства Ledrinae. Около 10 видов. Африка, Южная и Юго-Восточная Азия.
Узкотелые цикадки среднего размера, коричневого цвета, иногда с зеленоватыми отметинами. Тело с почти параллельными боками. Голова сильно выступающая, лицо вогнутое. Оцеллии имеются, расположены ближе друг к другу, чем к фасеточным глазам. Верхняя поверхность плотно пунктированная. Задние бёдра с тремя короткими апикальными макросетами (шипиками). Близок роду Ledropsis, но отличается сплющенными и почти квадратными бёдрами. Ассоциированные с ними растения не известны. Первый представитель был найден в Китае и род назван в честь китайского мыслителя Конфуция.
- Confucius bituberculatus Distant, 1908 — Индия, Шри-Ланка
- Confucius cameroni Distant, 1910 — Африка
- Confucius dispar Nast, 1952 — Индия[3]
- Confucius granulatus Distant, 1907 — Китай[1] typus
- Confucius maculatus Cai, 1994
- Confucius ocellatus Distant, 1908 — Индия
- Confucius nigristigmatus Kuoh and Cai, 1993[4]
- Confucius polemon Linnavuori, 1972 — Африка [5]
- Confucius zombana (Distant, 1910) — Африка (Танзания)
  - =Ledropsis zombana Distant, 1910